# Tanji
Tanji és un poble de pescadors al centre de la costa de Gàmbia, amb 5.492 habitants (2005), dedicats gairebé tots a la pesca.

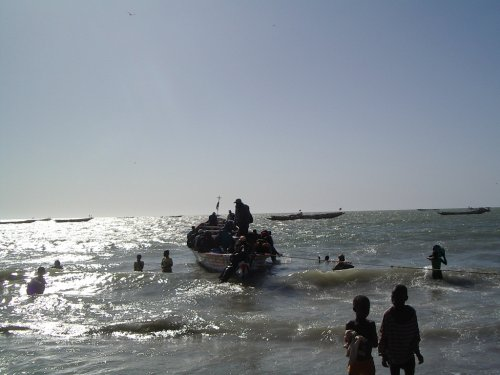
Tornada dels pescadors a Tanji al capvespre

S'hi produeix pesca, que s'asseca per exportar-la a Burkina Faso i Mali, i una part abasteix el mercat local.
La captura de barracudes hi és bastant important. Més en alta mar es pesquen també taurons, però els pescadors de Tanji deixen aquesta feina als experts pescadors de taurons de la veïna vila de Ghana Town.
A sud de Tanji es troben algunes platges verges, la més notable de les quals és l'anomenada Paradise Beach.